# Ратеж
Ратеж (словен. Ratež) је насељено место у општини Ново Место, регија Југоисточна Словенија, Словенија.

## Историја
До територијалне реорганизације у Словенији био је у саставу старе општине Ново Место.

## Становништво
У попису становништва из 2011. године, Ратеж је имао 391 становника.
| Број становника према пописима | Број становника према пописима | Број становника према пописима |
| ------------------------------ | ------------------------------ | ------------------------------ |
| 1991                           | 2002                           | 2011                           |
| 328                            | 377                            | 391                            |

Напомена: Године 1999. увећано за део насеља Потов Врх. Године 2002. извршена је мања размена територија између насеља Гумберк и Ратеж.